# Agave guiengola
Agave guingola ist eine Pflanzenart aus der Gattung der Agaven (Agave). Ein englischer Trivialname ist „Creme Brulee Agave“.

## Beschreibung
Agave guiengola ist monokarpisch, wächst solitär und bildet Ausläufer mit einem Durchmesser von 30 bis 40 cm. Die dicken, breiten, weißen, grüngefärbten bis bläulichen, ei- bis lanzettenförmigen, rinnigen, dicht warzigen, unregelmäßig angeordneten Blätter sind bis 57 cm lang und 13 bis 15 cm breit. Die cremefarbenen Blattränder sind variabel dunkelbraun gezahnt. Der nadelige graue bis braune Enddorn ist 1,5 bis 4 cm lang.
Der ährige, schlanke, Blütenstand wird 2 bis 3 m hoch. Die hellgelben bis weißgefärbten Blüten sind 33 bis 35 mm lang und erscheinen nahe der Basis in Büscheln.
Die länglichen, braunen dreikammerigen Kapselfrüchte sind 22 bis 24 mm lang.
Die Blütezeit reicht von Februar bis März.

## Systematik und Verbreitung
Agave guiengola wächst endemisch in Mexiko im Bundesstaat Oaxaca an Kalksteinhängen in 100 bis 1000 m Höhe. Sie ist vergesellschaftet mit Kakteen- und Sukkulentenarten.
Die Erstbeschreibung durch Howard Scott Gentry ist 1960 veröffentlicht worden.
Agave guiengola ist ein Vertreter der Sektion Choritepalae, deren Angehörige röhrenlose Blüten besitzen. Gleichwohl sind Unterschiede zu den beiden anderen Vertretern der Sektion, den geografisch isolierten Agave bracteosa und Agave ellemeetiana in Form und Blätterstruktur und der abweichenden Samenmorphologie erkennbar. Agave guiengola wächst nur am Typfundort in Cerro Guiengola nahe Tehuantepec in Oaxaca. Individuen werden im Huntington Botanic Garden im kalifornischen San Marino kultiviert.